# Libythea cinyras
Libythea cinyras је изумрла врста лептира из породице шаренаца (лат. Nymphalidae).

## Распрострањење
Маурицијус је био једино познато природно станиште врсте.

## Станиште
Врста Libythea cinyras је имала станиште на копну.

## Угроженост
Ова врста је наведена као изумрла, што значи да нису познати живи примерци.